# Shangani Patrol

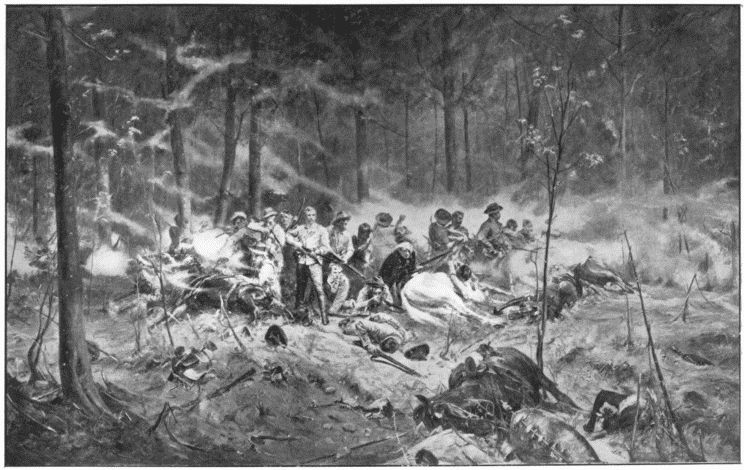
There Were No Survivors, uma descrição de 1896 da última posição da patrulha, por Allan Stewart (1865–1951)

Uma das batalhas mais notáveis da Primeira Guerra de Matabele em 1893 a Shangani Patrol foi uma patrulha de 34 soldados da Companhia Britânica da África do Sul que foram emboscados e aniquilados por mais de três mil guerreiros matabele. A patrula foi chefiada pelo major Allan Wilson e foi atacada ao norte do Rio Shangani em Matabeleland na Rodésia (atual Zimbabwe). Sua última posição teve lugar de destaque na imaginação do público britânico e, posteriormente na história da Rodésia, por se assemelhar a eventos similares como a Batalha do Álamo ou a Batalha de Little BigHorn nos Estados Unidos.  Um dos três sobreviventes do grupo foi Frederick Russell Burnham, pai do movimento escoteiro internacional.
A patrulha englobava forças das British South Africa Company's Police e da Bechuanaland Border Police. O grupo seguia a frente da coluna de Patrick William Forbes que tentava a captura do Rei Lobengula (após a sua fuga da cidade de Bulawayo um mês antes), e cruzou o Rio Shangani na noite de 3 de dezembro de 1893. Eles seguiram adiante no dia seguinte mas foram emboscados por soldados Matabele com rifles e guerreiros. Cercados e em menor número numa proporção de cem inimigos para cada soldado, a patrulha se defendeu enquanto três soldados conseguiram voltar para pedir reforços a Forbes. Entretanto, Forbes estava envolvido em uma luta ao Sul do rio, ficando Wilson e seus homens isolados ao norte. Após lutarem até o último cartucho e matando dez vezes seu próprio número de homens, eles foram aniquilados.
Os membros da patrulha, particularmente Wilson e Captain Henry Borrow, foram elevados após ao status de heróis nacionais, representando o empenho diante de insuperáveis dificuldades. O aniversário da batalha tornou-se feriado na Rodésia dois anos depois. Um filme de guerra retratando o evento, Shangani Patrol, foi produzido em 1970.